# Игране
И́гране — курортный посёлок на Макарской ривьере, в Южной Далмации, Хорватия. Входит в состав жупании Сплит-Далмация, община Подгора. Игране расположено в 19 километрах к югу от города Макарска, и в 12 км от посёлка Подгора. Население по данным переписи 2001 года — 493 человека. Популярный курорт. Чуть выше посёлка проходит Адриатическое шоссе.
Игране расположено на высоком полуострове с крутыми склонами. В самой высшей его точке находится барочная церковь Богоматери Святого Розария (XVIII век), рядом с которой построена высокая колокольня, свой архитектурой подражающая колокольне Сплитского собора. Суммарная высота колокольни и холма позволяет доминировать ей над всей окрестностью. Рядом с церковью башня «Kula Zale», возведённая в XVI веке во время войн с турками. На берегу моря в посёлке находится барочная резиденция семьи Шимич-Иванишевичей (1760 год). Немного западней Игране в покинутой деревне Марковичи расположена маленькая однонефная церковь Святого Михаила XI века, одно из самых древних сооружений Макарской ривьеры.
Главная сфера деятельности жителей — туристическое обслуживание. В Игране есть один большой отель «Пунта» и несколько десятков частных апартаментов и мини-отелей.